# Passional Christi und Antichristi
Passional Christi und Antichristi is een vroeg-Luthers pamflet bestaande uit dertien paren houtsnedes gemaakt door Lucas Cranach de Oudere en voorzien van tekst door Melanchthon. Het pamflet werd voor het eerst gepubliceerd in 1521 in Wittenberg.
Het pamflet toont het contrast tussen het eenvoudige leven van Christus en de extravagante levenswijze van de paus. Aan de linkerkant staan taferelen uit het leven van Christus die vooral nederigheid, eenvoud en een niet-werelds karakter uitstralen. Aan de andere kant staat de dagelijkse praktijk van het pausdom uitgebeeld met trots, praal en hebzucht als thema's.

Het pamflet kan gezien worden als een start van de bilderkampf (beeldpropaganda) van Maarten Luther tegen de paus en de Rooms-katholieke Kerk. Luther weet met hulp van Cranach zijn boodschap iconografisch duidelijk over te brengen zodat de grote analfabete massa de inhoud kan begrijpen. Op een van de platen verjaagt Christus de geldhandelaren uit de tempel, een bekend verhaal uit de Bijbel. De paus - als Antichrist - verkoopt aflaten aan de gelovigen en verdient daarmee zijn geld. Op de laatste plaat vaart Christus ten hemel, terwijl de paus door afzichtelijke demonen de hel in gesleurd wordt.

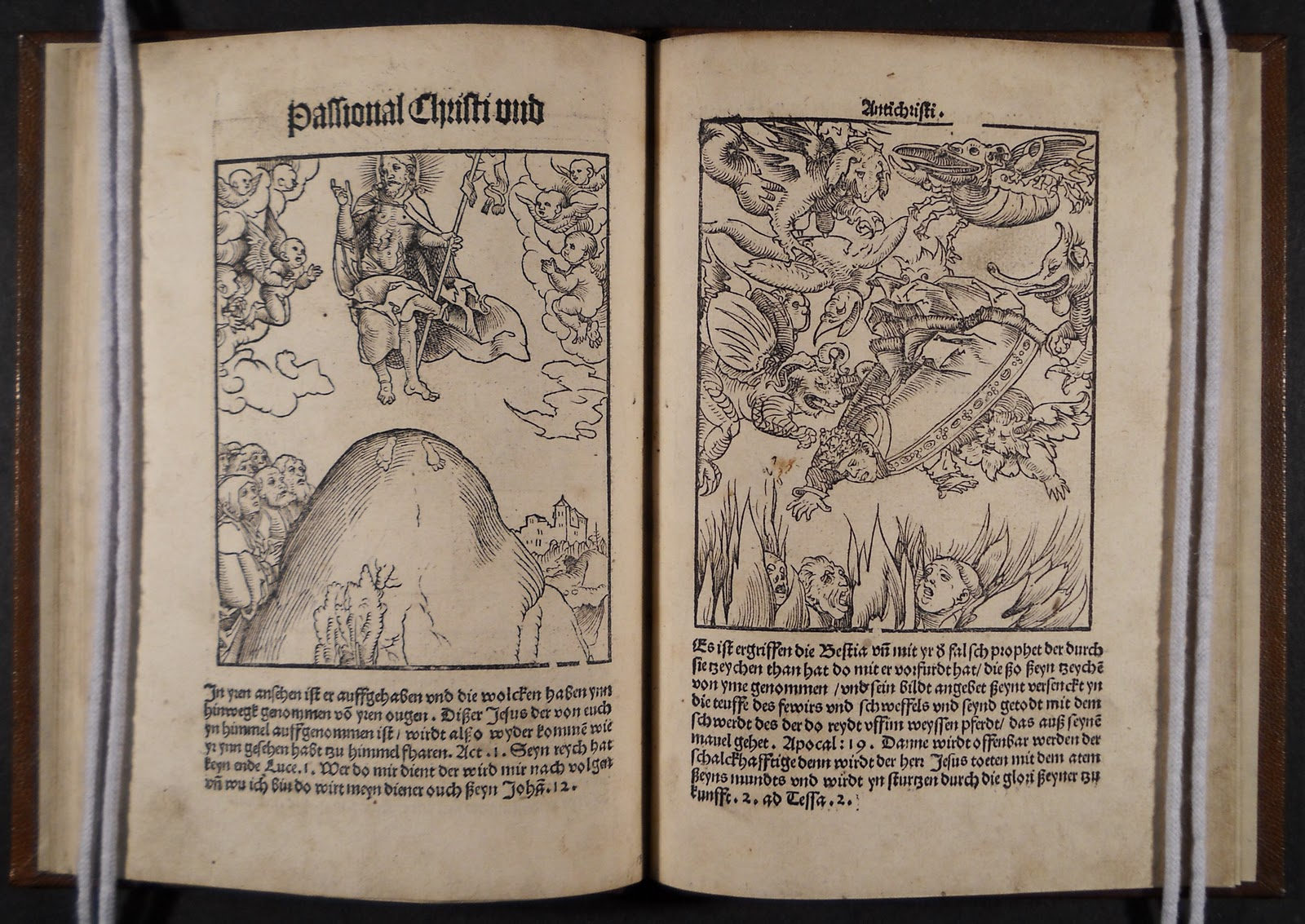
Laatste pagina. Christus wordt opgenomen in de hemel. De paus wordt in de hel geworpen.

 Het is duidelijk dat hij steeds verder van zijn voorbeeld is afgedwaald en de antichrist blijkt te zijn.
Een ander - vergelijkbaar - pamflet die past binnen de bilderkampf van de Reformatie is de 'Papstesel und Mönchkalb', eveneens gemaakt door Lucas Cranach in 1545. 
De drukkunst maakt het mogelijk om het pamflet in grote oplagen te drukken en te verspreiden, waardoor Luther een grote bekendheid krijgt in veel verschillende landen. De Reformatie kwam in woord en beeld.